# Orasema minutissima
Orasema minutissima är en stekelart som beskrevs av Howard 1894. Orasema minutissima ingår i släktet Orasema och familjen Eucharitidae.
Artens utbredningsområde är Kuba. Inga underarter finns listade i Catalogue of Life.